# Black Sonic
Black Sonic (tidigare kända som Black Sonic Prophets) var ett rockband från Liechtenstein startat år 2003 och splittrat år 2012.

## Diskografi

### EP
- 2003: Rockstar EP
- 2005: The Broken EP

### Album
- 2006: Out of the Light - Into the Night
- 2009: 7 Deadly Sins

### DVD
- 2005: The Official Bootleg

### CD Single
- 2006: "Leave Me Alone"